# جائزة التميز الحكومي العربي
جائزة التميّز الحكومي العربي هي جائزة أطلقتها المنظمة العربية للتنمية الإدارية في جامعة الدول العربية بالتعاون مع حكومة الإمارات العربية المتحدة، في 23 مايو 2019، وتُعدُّ الجائزة الأولى من نوعها على مستوى العالم العربي، والأكبر عربيًّا في مجال التطوير والتحسين والتميّز الإداري.

## فئات الجائزة
تشمل الجائزة 15 فئة فرعيّة، مُوزّعة على فئتين رئيسيتين هُما: الأفراد، والمُؤسسات.

### الأفراد
تضم فئة الأفراد 6 جوائز موزعة على:
- أفضل فضل وزير عربي
- أفضل محافظ عربي
- أفضل مدير عام لهيئة ومؤسسة عربية
- أفضل مدير بلدية في المدن العربية
- أفضل موظف حكومي عربي
- أفضل موظفة حكوميّة عربيّة

```
معايير التقييم 
```

هناك مجموعة معايير للتقييم هي:

- المعيار الأول: الأداء والإنجازات المؤثرة
- المعيار الثاني: القدوة الحسنة وبناء القيادات
- المعيار الثالث: الفكر الاستراتيجي

### المُؤسسات

#### رئيسيّة
تضم الجوائز الرئيسية حسب فئة المُؤسسات: أفضل وزارة عربية، وأفضل هيئة أو مؤسسة حكومية عربية.
```
معايير التقييم:
```

هناك مجموعة معايير للتقييم هي:

- المعيار الأول: تحقيق الرؤية
- المعيار الثاني: المهام الرئيسية والابتكار
- المعيار الثالث: الممكنات المتكاملة
- الأداء المؤثر في كافة المعايير

#### فرعيّة
تضم الجوائز الفرعية فئات: أفضل مبادرة أو تجربة تطويرية حكومية، وأفضل مشروع حكومي عربي لتمكين الشباب، وأفضل مشروع حكومي عربي لتطوير التعليم، وأفضل مشروع حكومي عربي لتطوير القطاع الصحي، وأفضل مشروع حكومي عربي لتطوير البنية التحتية، وأفضل مشروع حكومي لتنمية المجتمع، وأفضل تطبيق حكومي عربي ذكي.
```
معايير التقييم:
```

هناك عدة معايير للتقييم وهي:

- المعيار الأول: فكرة التجربة/ المبادرة/ المشروع
- المعيار الثاني: التخطيط والابتكار
- المعيار الثالث: فاعلية التطبيق
- المعيار الرابع: النتائج المؤثرة

## وصلات خارجية
- جائزة التميّز الحكومي العربي